# Denemarken op het Eurovisiesongfestival 1982
Denemarken werd op het Eurovisiesongfestival 1982 vertegenwoordigd door de groep Brixx, met het lied Video, video.

## Finale
De Dansk Melodi Grand Prix, gehouden in de DR-televisiestudio's in Kopenhagen, werd gepresenteerd door Jørgen Mylius. Tien artiesten namen deel. De winnaar werd gekozen door een jury.
| Volgorde | Artiest            | Lied                              | Punten | Plaats |
| -------- | ------------------ | --------------------------------- | ------ | ------ |
| 1        | Brixx              | "Video, Video"                    | 55     | 1      |
| 2        | Tommy Seebach Band | "Hip hurra - det' min fødselsda'" | 47     | 2      |
| 3        | Jacob Groth Band   | "På træk"                         | 16     | 9      |
| 4        | Fenders            | "Det' løgn"                       | 37     | 4      |
| 5        | Elmer & Klubien    | "Marie"                           | 21     | 7=     |
| 6        | Kate & Per         | "I denne verden"                  | 21     | 7=     |
| 7        | Jannie Høeg        | "Elske"                           | 22     | 6      |
| 8        | Taxi               | "Drømmene en forbi"               | 7      | 10     |
| 9        | Anne Karin         | "Når man kun er atten år"         | 46     | 3      |
| 10       | Peter Belli        | "Spejldans"                       | 23     | 5      |

## In Harrington
Denemarken moest tijdens het festival aantreden als 13de, na Spanje en voor Joegoslavië. Aan het einde van de puntentelling bleek dat Brixx op een 17de plaats was geëindigd met 5 punten.
België en Nederland hadden geen punten over voor deze inzending.

### Gekregen punten

#### Finale
| 12 punten | 10 punten | 8 punten   | 7 punten | 6 punten           |
| --------- | --------- | ---------- | -------- | ------------------ |
|           |           |            |          |                    |
| 5 punten  | 4 punten  | 3 punten   | 2 punten | 1 punt             |
|           |           | - Portugal |          | - Ierland - Zweden |

### Punten gegeven door Denemarken

#### Finale
Punten gegeven in de finale:
| 12 punten | Duitsland           |
| 10 punten | België              |
| 8 punten  | Zweden              |
| 7 punten  | Zwitserland         |
| 6 punten  | Oostenrijk          |
| 5 punten  | Ierland             |
| 4 punten  | Luxemburg           |
| 3 punten  | Joegoslavië         |
| 2 punten  | Verenigd Koninkrijk |
| 1 punt    | Israël              |

1957 · 1958 · 1959 · 1960 · 1961 · 1962 · 1963 · 1964 · 1965 · 1966 · 1967-1977 · 1978 · 1979 · 1980 · 1981 · 1982 · 1983 · 1984 · 1985 · 1986 · 1987 · 1988 · 1989 · 1990 · 1991 · 1992 · 1993 · 1994 · 1995 · 1996 · 1997 · 1998 · 1999 · 2000 · 2001 · 2002 · 2003 · 2004 · 2005 · 2006 · 2007 · 2008 · 2009 · 2010 · 2011 · 2012 · 2013 · 2014 · 2015 · 2016 · 2017 · 2018 · 2019 · 2020 · 2021 · 2022 · 2023 · 2024 · 2025